# آمور پاسیفیک
آمور پاسیفیک (به کره‌ای: 아모레퍼시픽) شرکت مراقبت‌های شخصی کره‌ای است، که در زمینه تولید و توزیع لوازم آرایشی، عطر و محصولات بهداشتی، همچنین تولید مواد شیمیایی فعالیت می‌کند.
شرکت آمور پاسیفیک در سال ۱۹۴۰ توسط سو سئونگ-هوان تأسیس شد و در حال حاضر محصولات خود را با برندهای مختلف، مانند اتود، هپی بث، لانیژ و پرایمرا در آسیا، اروپا، آسیا-اقیانوسیه، آمریکای شمالی و آمریکای جنوبی عرضه می‌نماید. آمور پاسیفیک در سال ۲۰۱۲ در فهرست ۲۰ شرکت بزرگ لوازم آرایشی جهان، در رتبه ۱۴ قرار داشت.
دفتر مرکزی این شرکت در شهر سئول، کره جنوبی قرار دارد و بخشی از سهام آن در بازار بورس کره معامله می‌شود.